# Pilar Bellver
Pilar Bellver Gallego (Villacarrillo, Jaén, 19 de abril de 1961) es una escritora española.

## Trayectoria
Los padres de Bellver emigraron a Colombia donde transcurrieron los primeros años de su infancia, entre Cartagena de Indias y Barranquilla, aunque finalmente la familia volvió a España cuando ella entraba en la adolescencia. Ya en Madrid, se licenció en Periodismo en la Facultad de Ciencias de la Información de la Universidad Complutense de Madrid (UCM).
Su primer acercamiento a la narrativa fue en 1981 con De las cosas que aprendí con el cedazo Nº 1 de mi abuelo por el que consiguió el Premio Clarín de Cuentos. Unos años más tarde, con La tercera vez, obtuvo el Premio Nacional de Novela Breve J. L. Castillo-Puche en 1997. Su obra literaria tiene claros componentes de denuncia contra "el sistema capitalista, patriarcal, impositivamente heterosexual y judeocristiano" frente al que las protagonistas de sus novelas suelen adoptar posturas beligerantes. Sus novelas se centran en asuntos que la  autora conoce bien por su experiencia directa, como la corrupción en la empresa privada, la falta de ética del trabajo o el amor lésbico.
Durante su etapa como creativa de publicidad creó uno de los personajes más famosos de la publicidad de nuestro país, el Primo de Zumosol, un referente que sigue vivo más de treinta años después de su nacimiento y que se ha incorporado al uso del castellano en forma de arquetipo para nombrar a ese defensor al que los débiles o acosados por abusadores pueden llamar si necesitan ayuda https://forbes.es/empresas/263412/campanas-con-historia-xix-el-primo-de-zumosol-zumosol-1991-1994/. 
En el año 2000, la editorial Lumen, dirigida por Esther Tusquets, publicó Veinticuatro veces, su primera novela, en la que narra la vida de una adolescente en la España rural y el posterior descubrimiento de su sexualidad lesbiana en el Madrid de los años 80. 
A esta le siguió, en 2006, La vendedora de tornillos o el tratado de las almas impuras, novela en la que denuncia el mundo corrupto de las agencias de publicidad, que Bellver conoció bien durante el tiempo que trabajó como directora creativa de una agencia.
En 2009, la editorial Bruguera publicó Un deseo propio. Antología de escritoras españolas contemporáneas, de Inmaculada Pertusa y Nancy Vosburg, en el que se incluye un relato extenso, titulado “Vecinas”, junto a relatos lésbicos de otras escritoras como Carme Riera, Ana María Moix, Marta Pessarrodona, Montserrat Roig, Esther Tusquets, Marina Mayoral, Cristina Peri Rossi, Flavia Company, Isabel Franc, Luisa Etxenique, Mabel Galán, Tahis Morales y Jennifer Quiles.
En 2010, publicó A todos nos matan antes de morir, una novela a tres voces en la que trata de investigar en los aspectos materiales de la vida de tres personajes que en un momento dado se reconocerán marcados por un acontecimiento que significó para ellos una muerte simbólica anticipada y que no podrán atribuir, como parecería, a la casualidad, sino directamente a las diferencias de clase social a la que pertenece cada uno.
Bellver participó en el libro colectivo de relatos Ábreme con cuidado planteado por la editorial Dos Bigotes en 2015 a nueve autoras españolas. El objetivo era convertir en protagonistas de un relato de ficción a otras nueve escritoras relevantes de la literatura como Natalie Clifford Barney, Patricia Highsmith, Virginia Woolf, Marguerite Yourcenar, Aphra Behn, Carson McCullers, Elizabeth Bishop, Emily Dickinson y Gloria Fuertes. Para este proyecto, Bellver escribió un texto inspirado en la relación íntima que mantuvieron Virginia Woolf y la también escritora Vita Sackville-West. Este relato se convirtió un año más tarde en la novela A Virginia le gustaba Vita, publicada por la misma editorial.
En 2017, la editorial Dos Bigotes, publicó su novela V y V. Violación y venganza, en la que Bellver trae al siglo XXI el mito de Progne y Filomela, una historia de violación y venganza que narra Ovidio en Las Metamorfosis. La novela desarrolla la idea de venganza no solo en la dimensión de lo privado, sino también en la dimensión de lo público-político: la terrible venganza de las dos hermanas protagonistas es aquí correlativa a la venganza política que el clandestino y revolucionario Grupo para la Globalización de la Destrucción (GGD) emprende contra los parques naturales de las grandes potencias. Bellver se sirve de las armas de la crítica feminista contemporánea para desarrollar un compendio de muchos de los desafíos a los que se enfrenta el movimiento en la actualidad.  
En 2019 publicó la novela gráfica Comando Malva, con ilustraciones de Olga Carmona Peral, en la que un grupo de seis mujeres muy distintas entre sí (desde una joven violinista callejera de 26 años hasta una librera de 67, o desde una Kelly de hotel a una profesora de instituto), pero todas con una fuerte conciencia feminista, decide pasar a la acción para atacar algunos de los símbolos políticamente más poderosos del sistema patriarcal.
En 2022 participó (junto a las escritoras Sara Torres, Valeria Mata, Marta Jiménez Serrano y Rosario Villajos) en el libro colectivo Querida Theresa, publicado por Editorial Comisura, con el relato titulado De trípodes y percheros.

## Obra
- 2000 – Veinticuatro veces. Editorial Lumen. Barcelona. ISBN 978-8426449597.
- 2006 – La vendedora de tornillos o El Tratado de las Almas Impuras. Elipsis Ediciones. ISBN 978-8493528010.
- 2009 - Un deseo propio. Antología de escritoras españolas contemporáneas. editorial Bruguera. ISBN: 9788402421081
- 2010 – A todos nos matan antes de morir. Editorial Algaida. ISBN 978-8498773651.
- 2015 – Ábreme con cuidado. Antología con textos de Isabel Franc, Pilar Bellver, Clara Asunción García, Carmen Cuenca, Gloria Bosch Maza, Lola Robles, Carmen Nestares, Carmen Samit y Gloria Fortún. Editorial Dos Bigotes. ISBN 978-8494355981.
- 2016 – A Virginia le gustaba Vita. Editorial Dos Bigotes. ISBN 978-8494517075.
- 2017 – V y V. Violación y venganza. Editorial Dos Bigotes. ISBN 978-8494682469.
- 2019 - Comando Malva. Editorial Dos Bigotes. ISBN 978-84-120283-6-2
- 2022 - De trípodes y percheros, relato incluido en el libro Querida Theresa, Ed. Comisura. ISBN 978-84-09-43527-2